# Гендерсон (Айова)
Гендерсон (англ. Henderson) — місто (англ. city) в США, в окрузі Міллс штату Айова. Населення — 144 особи (2020).

## Географія
Гендерсон розташований за координатами 41°8′24″ пн. ш. 95°25′52″ зх. д. / 41.14000° пн. ш. 95.43111° зх. д. (41.139987, -95.430974).  За даними Бюро перепису населення США в 2010 році місто мало площу 0,55 км², уся площа — суходіл.

## Демографія
Згідно з переписом 2010 року, у місті мешкало 185 осіб у 74 домогосподарствах у складі 46 родин. Густота населення становила 334 особи/км².  Було 82 помешкання (148/км²).
Расовий склад населення:
| - 99,5 % — білих |

До двох чи більше рас належало 0,5 %. Частка іспаномовних становила 0,5 % від усіх жителів.
За віковим діапазоном населення розподілялося таким чином: 23,8 % — особи молодші 18 років, 59,4 % — особи у віці 18—64 років, 16,8 % — особи у віці 65 років та старші. Медіана віку мешканця становила 40,9 року. На 100 осіб жіночої статі у місті припадало 98,9 чоловіків;  на 100 жінок у віці від 18 років та старших — 93,2 чоловіків також старших 18 років.
Середній дохід на одне домашнє господарство  становив 45 398 доларів США (медіана — 36 563), а середній дохід на одну сім'ю — 53 134 долари (медіана — 47 500). Медіана доходів становила 39 000 доларів для чоловіків та 30 000 доларів для жінок. За межею бідності перебувало 11,5 % осіб, у тому числі 8,3 % дітей у віці до 18 років та 11,1 % осіб у віці 65 років та старших.
Цивільне працевлаштоване населення становило 71 осіб. Основні галузі зайнятості: виробництво — 19,7 %, будівництво — 19,7 %, освіта, охорона здоров'я та соціальна допомога — 12,7 %, інформація — 9,9 %.